# Лешчевє
Лешчевє (словен. Leščevje) — поселення в общині Іванчна Гориця, Осреднєсловенський регіон, Словенія. Висота над рівнем моря: 364,2 м.